# Australian Airlines
Australian Airlines (včasih Trans Australian Airlines; kratica TAA) je avstralska letalska družba.